# Pseudotropheus tursiops
Pseudotropheus tursiops är en fiskart som beskrevs av Burgess och Axelrod, 1975. Pseudotropheus tursiops ingår i släktet Pseudotropheus och familjen Cichlidae. IUCN kategoriserar arten globalt som sårbar. Inga underarter finns listade i Catalogue of Life.